# 布盧沃特 (新墨西哥州麥金萊縣)
布盧沃特（英語：Bluewater）是位於美國新墨西哥州麥金萊縣的普查規定居民點。

## 人口
根據2020年美國人口普查的數據，布盧沃特的面積為31.90平方千米，皆為陸地。當地共有人口174人，而人口密度為每平方千米5.45人。